# Kačugskij rajon
Il Kačugskij rajon (in russo Качугский район?) è un rajon dell'Oblast' di Irkutsk, nella Siberia sud orientale; il capoluogo è Kačug.
L'area è coperta quasi esclusivamente da foreste, dove predominano il pino ed il cedro.